# رمز مطار منظمة الطيران المدني الدولي

علم منظمة الطيران المدني الدولي

رمز مطار منظمة الطيران المدني الدولي أو إيكاو (بالإنجليزية: ICAO) هو رمز يتكون من 4 أحرف أو أرقام إنجليزية يوضع من قبل منظمة الطيران المدني الدولي للدلالة على المطارات حول العالم.

خريطة مناطق العالم المصنفة وفقا للحرف الأول من ايكاو

يستخدم رمز مطار منظمة الطيران المدني الدولي من قبل كل من العاملين بالمراقبة الملاحة الجوية، وبشركات خطوط الطيران في تحديد جداول الرحلات. لم يقبل العامة رمز مطار منظمة الطيران المدني الدولي كما قبلوا رمز مطار الاتحاد الدولي للنقل الجوي (إياتا) الذي يستخدم في جداول وقت رحلات الطيران وحجز رحلات الطيران ويكتب علي تذاكر الحقائب المسافرة. فمثلاً المسافرون من مطار لندن هيثرو يعرفوا رمز المطار إياتا:LHR ،ولكن ليس جميعهم يعرفوا أن رمز المطار حسب إيكاو:EGLL.

## وصلات خارجية
- منظمة الطيران المدني الدولي (الموقع الإلكتروني الرسمي).
- قائمة بالمطارات التابعة للمنظمة نسخة محفوظة 23 أبريل 2006 على موقع واي باك مشين..